# Hans Martin Dober
Hans Martin Dober (* 11. März 1959 in Neuwied) ist ein evangelischer Theologe.

## Leben
Von 1978 bis 1985 studierte Dober evangelische Theologie und Philosophie in Göttingen, Tübingen, Jerusalem und Heidelberg. Nach der Promotion 1989 in Philosophie (Erstgutachter: Rolf Denker, Zweitgutachter: Dieter Jähnig) war er bis 1994 Vikar und Pfarrvikar der Evangelischen Landeskirche in Württemberg. Von 1994 bis 2002 war er wissenschaftlicher Assistent am Lehrstuhl Praktische Theologie I (Volker Drehsen). Nach der Habilitation im Mai 2001 im Fach Praktische Theologie (Erstgutachter: Volker Drehsen, Zweitgutachter: Friedrich Schweitzer) vertrat er von 2002 bis 2003 die Studierendenpfarrstelle II in Tübingen und die Pfarrstelle der Gemeinden Degerschlacht/Sickenhausen. Von 2003 bis 2022 ist er Pfarrer der evangelischen Landeskirche an der Versöhnungskirche Tuttlingen gewesen. Seit 2008 lehrt er als außerplanmäßiger Professor für Praktische Theologie. Lebt im kirchlichen Ruhestand in Tübingen.

## Monographien (Auswahl)
- Die Zeit ernst nehmen. Studien zu Franz Rosenzweigs „Der Stern der Erlösung“ (= Epistemata. Reihe Philosophie. Band 84). Königshausen und Neumann, Würzburg 1990, ISBN 3-88479-527-9 (zugleich Dissertation, Tübingen 1989).
- Die Moderne wahrnehmen. Über Religion im Werk Walter Benjamins (= Praktische Theologie und Kultur Band 8). Gütersloher Verlagshaus, Gütersloh 2002, ISBN 3-579-03488-X (zugleich Habilitationsschrift, Tübingen 1972).
- Evangelische Homiletik. Dargestellt an ihren drei Monumenten Luther, Schleiermacher und Barth mit einer Orientierung in praktischer Absicht (= Homiletische Perspektiven. Band 3). Lit, Berlin/Münster 2007, ISBN 3-8258-0102-0.
- Seelsorge bei Luther, Schleiermacher und nach Freud. Evangelische Verlagsanstalt, Leipzig 2008, ISBN 3-374-02601-X.
- Film-Predigten, Vandenhoeck und Ruprecht, Göttingen 2010 (2. Aufl. 2011), ISBN 978-3-525-59536-7.
- Film-Predigten II, Vandenhoeck und Ruprecht, Göttingen 2012, ISBN 978-3-525-63042-6.
- Reflektierender Glaube. Die Vernunft der Religion in klassischen Positionen, Königshausen und Neumann, Würzburg 2011, ISBN 978-3-8260-4731-2.
- Von den Künsten lernen. Eine Grundlegung und Kritik der Homiletik, Vandenhoeck und Ruprecht, Göttingen 2015, ISBN 978-3-525-62433-3.
- Erlebnisse zu Erfahrungen bilden. Predigten mit Filmen im Gespräch, EB Verlag, Berlin 2016, ISBN 978-3-86893-213-3.
- Cohen-Studien im Horizont von Religion und Theologie. Königshausen & Neumann, Würzburg 2022, ISBN 978-3-8260-7599-5.
- Rosenzweig und die Theologie. Gesammelte Beiträge, Königshausen & Neumann, Würzburg 2025, ISBN 978-3-8260-9337-1.
- Zahlreiche Aufsätze im Bereich der Praktischen Theologie und der jüdischen Religionsphilosophie (F. Rosenzweig, H. Cohen)